# Martín Vásquez (futbolista estadounidense)
Martín Vásquez (Yahualica, Jalisco, México; 24 de diciembre de 1963) es un exfutbolista de los Estados Unidos. Jugó para las selecciones nacionales de Estados Unidos y de México, siendo el primero jugador en integrar en ambas. Actualmente trabaja como cazatalentos para la Federación de Fútbol de Estados Unidos.

## Inicios
Vásquez quien se mudó a la ciudad de Los Ángeles, California a los 12 años de edad, y fue ahí donde completo su educación de preparatoria (High School) a los 17. Entre 1980 y 1983 jugaba para su respectiva universidad, la Universidad de California. Tiempo más tarde regresa a México.

## Trayectoria
Debutó en 1987 con Leones Negros de la U de G hasta 1990. Luego en Puebla FC entre 1990 y 1991 y de ahí con otros equipos ya conocidos tales como: Veracuz (1991-92), Atlas de Guadalajara (1992-1996), los Tampa Bay Mutiny de la recién nacida liga estadounidense MLS en 1996, ese mismo año se naturaliza como estadounidense. Finalmente en 1998 cierra su carrera futbolística con los San José Clash.

## Selección nacional

### México(1990-1992)
En abril de 1990 el entonces técnico del combinado azteca, Manuel Lapuente convoca a Vásquez para un amistoso ante la selección colombiana, a la llegada del argentino César Luis Menotti en 1992, este lo convoca para disputar un par de encuentros amistosos ante la selección de Rusia. Sin embargo, ninguno de estos encuentros contaban con el aval de la FIFA. Una vez que Menotti saliera de la dirección técnica del equipo, la FEMEXFUT introdujo a Miguel Mejía Barón como nuevo estratega del mismo, así, Vásquez desapareció completamente de toda futura convocatoria.
| Lugar de encuentro      | Fecha               | Rival       | Resultado     |
| ----------------------- | ------------------- | ----------- | ------------- |
| Los Ángeles, California | 17 de abril de 1990 | Colombia    | COL 0 - 2 MEX |
| Ciudad de México        | 8 de marzo de 1992  | CEI (Rusia) | CEI 0 - 4 MEX |
| Tampico, Tamaulipas     | 11 de marzo de 1992 | CEI (Rusia) | CEI 1 - 1 MEX |

### Estados Unidos(1996-1997)
1996, año en el que obtiene la nacionalidad estadounidense, se le permite jugar de manera oficial. Vásquez debuta con esta el 21 de diciembre bajo el mando de Steve Sampson ante el combinado de Guatemala, el cual resultó en un empate 2–2, así disputando las eliminatorias del área Concacaf rumbo a la Copa Mundial de Francia 1998. Jugaría 6 partidos más con las barras y las estrellas. Entre sus últimas participaciones con el seleccionado estadounidense, se halla el de aquel 2 de noviembre de 1997 contra el país que lo vio nacer (México), dicho encuentro resultó en un empate histórico a cero goles y ante 120,000 espectadores en el Estadio Azteca donde se vuelve a reencontrar con viejos amigos. Al terminar dicho encuentro Vásquez es aplaudido por el público mexicano. Su último y definitivo fue un 16 de noviembre ante el combinado de El Salvador encuentro que resultó en un exitoso triunfo del cuadro estadounidense cuatro goles a dos.
| Lugar de encuentro | Fecha                   | Rival       | Resultado     |
| ------------------ | ----------------------- | ----------- | ------------- |
| San Salvador       | 21 de diciembre de 1996 | Guatemala   | EUA 2 - 2 GUA |
| Pasadena           | 20 de enero de 1997     | México      | EUA 0 - 2 MEX |
| Kunming            | 29 de enero de 1997     | China       | CHN 2 - 1 EUA |
| Guangzhou          | 1 de febrero de 1997    | China       | CHN 1 - 1 EUA |
| Baltimore          | 7 de agosto de 1997     | Ecuador     | ECU 1 - 0 EUA |
| Ciudad de México   | 2 de noviembre de 1997  | México      | EUA 0 - 0 MEX |
| Foxborough         | 16 de noviembre de 1997 | El Salvador | EUA 4 - 2 SLV |

## Como entrenador
Vásquez fue auxiliar técnico para el equipo alemán el Bayern Munich hasta el 27 de abril de 2009 junto al legendario Jürgen Klinsmann.
El 2 de diciembre de 2009, Vásquez fue nombrado como técnico para tomar las riendas del rebaño angelino conocido como Chivas USA. Así reemplazo al técnico anterior Predrag Radosavljević (Preki).
Lamentablemente el 27 de octubre de 2010, la directiva del chiverio angelino anunció la destitución de Vásquez al frente del equipo. Las razones dadas fueron por los bajos resultados, bajas de juego y el no clasificar a la liguilla de la misma MLS. 
En agosto de 2011, Vásquez es designado como auxiliar técnico en el combinado estadounidense bajo órdenes del alemán Jürgen Klinsmann, ocupando este cargo hasta marzo de 2014 cuando fue reemplazado por Berti Vogts.